# Гірнича безпека
Безпе́ка гірни́ча (англ. Safety in the mining industry) — стан умов праці на об'єктах гірничої промисловості, що виключає вплив небезпечних і шкідливих факторів на працюючих. Робота по видобутку корисних копалин, особливо підземним способом, завжди пов'язана з небезпечними і шкідливими факторами. Агресивна запиленість, шум, вібрація, небезпечні дії робочих органів машин і транспортних засобів, застосування вибухових матеріалів і проведення вибухових робіт, а у вугільних шахтах, крім того, можливі обвали гірського масиву, вибухово-небезпечні рудниковий газ і вугільний пил, агресивна шахтна вода і волога, підвищена температура гірських порід та повітря в підземних вибоях і виробках, все це зумовлює велику ймовірність травматизму, негативний вплив на стан здоров'я і захворювання людей і потребує прийняття комплексу заходів по нейтралізації небезпечних і шкідливих факторів виробництва.
В Україні безпека праці в гірничій промисловості забезпечується шляхом виконання комплексу заходів щодо запобіганню травматизму, захворювань і аварій. Метою безпеки праці в гірничій промисловості є охорона праці, збереження здоров'я, працездатності і життя працюючих. Об'єктами безпеки гірничих робіт є умови праці і засоби безпеки, а суб'єктами — персонал гірничих підприємств з підземним та відкритим способом видобутку і переробки корисних копалин: вугілля, металевих і неметалевих руд, солі, будівельних матеріалів і таке інше.

## Охорона праці
У гірничодобувній промисловості діють «Правила безпеки у вугільних шахтах», «Правила безпеки з розробки рудних, нерудних і розсипних родовищ підземним способом», «Правила охорони праці під час розробки родовищ корисних копалин відкритим способом», «Правила безпеки під час поводження з вибуховими матеріалами промислового призначення», «Санітарні правила при устаткуванні й утриманні підприємств вугільної промисловості», «Правила безпеки в нафтогазодобувній промисловості України», «Правила безпеки при геологорозвідувальних роботах», «Правила охорони праці під час дроблення і сортування, збагачення корисних копалин і огрудкування руд та концентратів», «Правила пожежної безпеки для підприємств вугільної промисловості України». З вимогами Правил безпеки зв'язані правила технічної експлуатації, що розроблені стосовно вугільних шахт. Доповнюють правила безпеки будівельні норми і правила (наприклад, щодо проходки підземних гірничих виробок, протипожежного захисту будівель і споруд на пром. площадці). Сполучено з Правилами безпеки діють системи державних і галузевих стандартів праці, а також інших державних нормативів з охорони праці.
Відповідно до Закону України «Про охорону праці» умови праці на робочому місці, безпека технологічних процесів, машин, механізмів, устаткування та інших засобів виробництва, стан засобів колективного та індивідуального захисту, що використовуються працівниками, а також санітарно-побутові умови повинні відповідати вимогам нормативних актів про охорону праці. Власник гірничого підприємства зобов'язаний створити в кожному структурному підрозділі і на робочому місці умови праці відповідно вимог нормативних актів, гарантованих законодавством про охорону праці, створити і забезпечити функціонування системи управління охороною праці на підприємстві. Власник зобов'язаний також забезпечити працівників необхідними засобами виробництва, спецодягом, іншими засобами індивідуального захисту на роботах зі шкідливими і небезпечними умовами праці.
Адміністрація підприємств і організацій зобов'язана забезпечити безпечні умови праці відповідно діючих правил, норм і інструкцій, які повинні додержуватись посадовими особами (керівниками, інженерно-технічними робітниками і майстрами діючих підприємств, підприємств, що будуються, і об'єктів), а також робітниками проектних і конструкторських інститутів і організацій.
Працівники зобов'язані: виконувати вимоги нормативних актів про охорону праці, правила поводження з машинами, механізмами, устаткуванням та іншими засобами виробництва, користуватись засобами колективного та індивідуального захисту; додержуватись зобов'язань щодо охорони праці та правил внутрішнього трудового розпорядку підприємства; проходити у встановленому порядку попередні та періодичні медичні огляди; особисто вживати посильних заходів щодо усунення будь-якої виробничої ситуації, яка створює загрозу життю працівника чи здоров'ю людей, які його оточують. Працівники в установлені строки повинні проходити за рахунок роботодавця інструктаж, навчання з питань охорони праці, з подання першої медичної допомоги потерпілим у наслідок нещасних випадків і правил поведінки у разі виникнення аварії.
Власник підприємства згідно з законодавством зобов'язаний відшкодувати працівникові шкоду, заподіяну йому в разі каліцтва або іншого ушкодження здоров'я при виконанні трудових обов'язків, а також сплатити потерпілому (членам сім'ї померлого) одноразову допомогу. Власник відшкодовує потерпілому витрати на лікування (в тому числі санітарно-курортне), протезування, придбання транспортних засобів, догляд за ними та інші види медичної та санітарної допомоги. Відповідно до встановленого порядку надає інвалідам праці, включаючи непрацюючих, допомогу у вирішенні соціально-побутових питань за їх рахунок, а при можливості — за рахунок підприємства.
Реалізація таких заходів і вимог, встановлених законами та нормативними актами, дозволяє забезпечити охорону праці і безпеку гірничих робіт в Україні на рівні розвинутих країн заходу. На сьогоднішній час, що характеризується як перехідний період від командно-адміністративної економіки, що діяла за часів Радянського Союзу, до ринкової економіки, стан з безпекою праці у гірничодобувній промисловості можна охарактеризувати як не відповідаючий вимогам. На шахтах, особливо вугільних високий рівень смертельного і загального травматизму. Все ще мають місце вибухи метану та вугільного пилу, рудникові пожежі та викиди вугілля, газу, породи. Високий рівень легеневих та інших професійних захворювань від запилення повітря, вібрації, шуму, високої температури та вологи на робочих місцях в гірничих виробках.
Тому держава запроваджує додаткові заходи з безпеки та охорони праці на гірничих підприємствах. Вказані заходи знайшли відображення у національній «Програмі поліпшення стану безпеки, гігієни праці і виробничого середовища», що затверджена Постановою Кабінету Міністрів України від 10 жовтня 2001 р. № 1320, та «Програмі підвищення безпеки праці на вугільних підприємствах», що затверджена Постановою Кабінету Міністрів України від 6 липня 2002 р. № 939.

## Дослідження у галузі гірничої безпеки
Програмами передбачені приоритетні науково-технічні дослідження з охорони праці, розробка і запровадження науково-обґрунтованої державної системи наглядної, навчально-методич-ної і контрольної діяльності у сфері охорони праці, організаційні і технічні заходи з основних напрямків забезпечення поліпшення умов праці. Завдяки запровадженим заходам та зусиллям всіх працівників органів Держохоронпраці і виробничих підприємств повільно відбуваються позитивні зміни в проблемі охорони і безпеки праці. На вугільних шахтах в останній час відмічається зниження смертельного і загального травматизму, у 2003 р. не відбулось жодного вибуху метану і пилу, зменшилась загальна кількість пожеж в шахтах. Виникли умови подальшого поліпшення охорони праці і безпеки робіт у вугільній промисловості при послідовній забезпеченості державного фінансування для реалізації таких умов.

## Історія становлення гірничої безпеки
Історія становлення гірничої безпеки в Україні розпочалась на початку XX століття, коли на шахтах Донецького вугільного басейну було створено першу гірничо-рятувальну станцію з дослідницькою лабораторією. Ця станція започаткувала проведення дослідження небезпечних факторів і умов праці у шахтах та пізніше створення спеціального науково дослідного закладу, який у радянський час у 1927 році був пойменований у Державний Макіївський науково-дослідний інститут з безпеки робіт у гірничій промисловості (МакНДІ). Нині МакНДІ є головною науково-дослідною організацією з безпеки праці в системі Мінпаливенерго. Зусиллями МакНДІ у співпраці з іншими науковими закладами були проведені різносторонні дослідження та розробка основних заходів щодо безпеки гірничих робіт, створені Правила безпеки у вугільних шахтах, інструкції по деталізації заходів безпеки та інші нормативи з охорони і безпеки праці. Інститут і зараз має достатній науковий потенціал для виконання досліджень і робіт, пов'язаних з обґрунтуванням та розробкою заходів та засобів поліпшення охорони праці і безпеки робіт як по об'єктах вугільної, так і інших галузей промисловості стосовно сучасним державним замовлення і вимогам часу.

## Гірничорятувальна служба
На базі Макіївської гірничорятувальної станції внаслідок ряду трансформацій у радянські часи була створена спеціальна гірничорятувальна служба, яка в системі Мінпаливенерго України має статус державної воєнізованої гірничорятувальної служби (ДВГРС) з широким колом обов'язків по ліквідації аварій, спасінню людей, наданню медичної допомоги постраждалим і інших. У 1968 р. створений науково-дослідний інститут гірничорятівної справи. НДІГС і нині проводить роботу по запобіганню і ліквідації пожеж в шахтах і створенню протипожежних засобів. У 1993 р. створено спеціальний науково-дослідний заклад — інститут охорони праці, що діє в системі Держнаглядохоронпраці і виконує координацію досліджень по проблемам охорони праці для всіх галузей і об'єктів, в тому числі і у гірничій промисловості.

## Регулювання б. п
Головним органом державного управління проблемами охорони і безпеки праці в Україні є Держнаглядохоронпраці України. При Мінпаливенерго і інших міністерствах створені управління охорони праці. На кожному вугільному підприємстві створюються служби охорони праці і у їх структурі діє спеціальний технологічно-наглядовий підрозділ вентиляції і техніки безпеки.
Підвищені вимоги щодо гірничої безпеки і охорони праці, складний комплекс заходів і засобів безпеки, створення умов для функціонування органів управління і служб охорони праці, а також для проведення науково-дослідних робіт потребують значних коштів і підсилення підтримки всіх цих заходів з боку держави. Виходячи з того, що сучасна Україна не може розвиватись без власної гірничодобувної промисловості, а також з того, що безпека праці є одним із головних пріоритетів держави, реалізація розглянутих заходів необхідна, вона забезпечить достатній стан гірничої безпеки в Україні на рівні передових країн.